# Eleição municipal de Porto Velho em 2004
A eleição municipal da cidade brasileira de Porto Velho em 2004 ocorreu em 3 de outubro para eleger um prefeito, um vice-prefeito e 10 vereadores para a administração da cidade.
6 candidatos disputaram a prefeitura da capital rondoniense. Como nenhum candidato atingiu a maioria dos votos, foi realizado um segundo turno da votação no dia 31 de outubro. Foi eleito o candidato à prefeito Roberto Sobrinho, do PT, vencendo Mauro Nazif, do PSB.